# Stadion im. Lenina w Chabarowsku
Stadion im. Lenina – wielofunkcyjny stadion w Chabarowsku, w Rosji, położony tuż nad brzegiem Amuru. Wyposażony jest w bieżnię lekkoatletyczną. Obiekt może pomieścić 15 200 widzów. Powstał w 1956 roku i od tego czasu przeszedł kilka modernizacji, m.in. w 2003 roku zainstalowano plastikowe krzesełka (zmniejszając tym samym pojemność obiektu) i podgrzewaną murawę. Obecnie wykorzystywany jest głównie do rozgrywania meczów piłkarskich, swoje spotkania rozgrywa na nim drużyna SKA-Eniergija Chabarowsk. Dawniej grano na nim również rozgrywki bandy, m.in. odbyły się na nim mistrzostwa świata w 1981 roku, na których 12 lutego podczas meczu pomiędzy Związkiem Radzieckim, a Szwecją pobity został rekord frekwencji mistrzostw, bowiem na mecz przyszło 25 000 widzów. Rekord ten przetrwał do 31 stycznia 2007 roku. Z kolei 20 listopada 1982 roku na stadionie doszło do tragedii. Po meczu pomiędzy zespołami SKA Chabarowsk i Zorkij Krasnogorsk na przepełnionym obiekcie doszło do wybuchu paniki, w efekcie czego stratowanych ze skutkiem śmiertelnym zostało 18 osób.